# SN 2009ld
SN 2009ld – supernowa typu II odkryta 4 listopada 2009 roku w galaktyce A224948+1138. W momencie odkrycia miała maksymalną jasność 18,90m.